# Драфт НХЛ

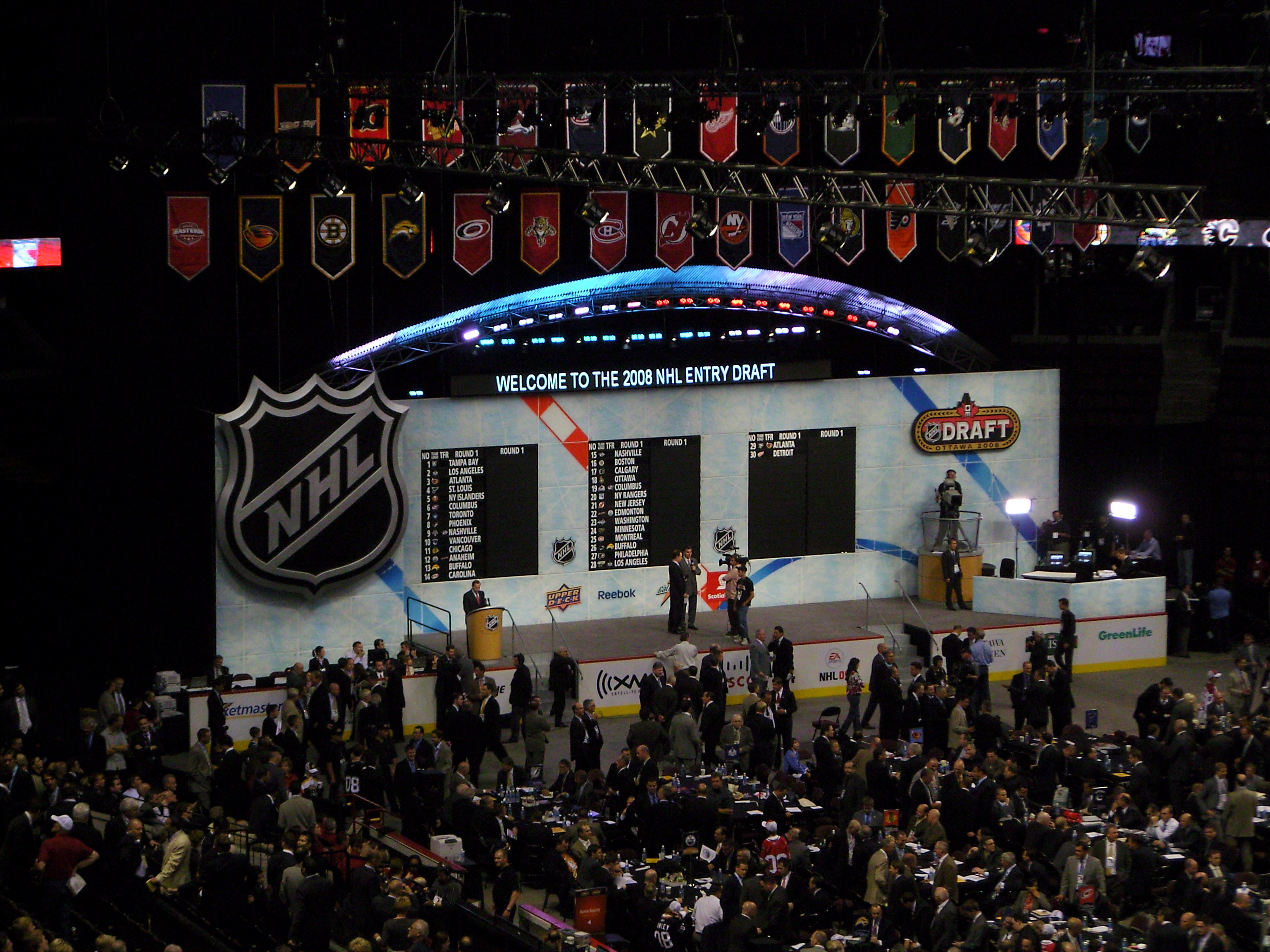
Церемония открытия драфта НХЛ 2008

Драфт НХЛ (англ. NHL Entry Draft) — ежегодное мероприятие, проводимое в Национальной хоккейной лиге, заключающееся в передаче прав на молодых хоккеистов, удовлетворяющих определённым критериям отбора, профессиональным клубам Лиги. Драфт НХЛ проводится один раз в год, обычно в течение двух-трёх недель после завершения предыдущего сезона. Проходит за семь раундов.
Первый драфт состоялся в 1963 году, с тех пор подобные мероприятия проводятся ежегодно. До 1979 года драфт носил название любительский, а с 1980 года стало возможным драфтовать более молодых хоккеистов, поскольку минимальный возраст был снижен на год. С 1984 года драфты начали транслироваться по телевидению. Советский хоккеист был впервые выбран на драфте 1975 года. Им стал Виктор Хатулев, которым заинтересовался клуб «Филадельфия Флайерз».

## Список драфтов НХЛ
| Год  | Место                       | Город                         | Дата             | Всего игроков | Клуб, выбиравший первым | Первый номер драфта   |
| ---- | --------------------------- | ----------------------------- | ---------------- | ------------- | ----------------------- | --------------------- |
| 1963 | Отель Квин Элизабет         | Монреаль, Квебек              | 5 июня 1963      | 21            | Монреаль Канадиенс      | Гарри Монахэн         |
| 1964 | Отель Квин Элизабет         | Монреаль, Квебек              | 11 июня 1964     | 24            | Детройт Ред Уингз       | Клод Готье            |
| 1965 | Отель Квин Элизабет         | Монреаль, Квебек              | 27 апреля 1965   | 11            | Нью-Йорк Рейнджерс      | Андре Вейё            |
| 1966 | Отель Квин Элизабет         | Монреаль, Квебек              | 25 апреля 1966   | 24            | Бостон Брюинз           | Барри Гиббс           |
| 1967 | Отель Квин Элизабет         | Монреаль, Квебек              | 7 июля 1967      | 18            | Лос-Анджелес Кингз      | Рик Пагнатти          |
| 1968 | Отель Квин Элизабет         | Монреаль, Квебек              | 13 июня 1968     | 24            | Монреаль Канадиенс      | Мишель Пласс          |
| 1969 | Отель Квин Элизабет         | Монреаль, Квебек              | 11 июня 1969     | 84            | Монреаль Канадиенс      | Режан Уль             |
| 1970 | Отель Квин Элизабет         | Монреаль, Квебек              | 11 июня 1970     | 115           | Баффало Сейбрз          | Жильбер Перро         |
| 1971 | Отель Квин Элизабет         | Монреаль, Квебек              | 10 июня 1971     | 117           | Монреаль Канадиенс      | Ги Лафлёр             |
| 1972 | Отель Квин Элизабет         | Монреаль, Квебек              | 8 июня 1972      | 152           | Нью-Йорк Айлендерс      | Билли Харрис          |
| 1973 | Монт Роял Отель             | Монреаль, Квебек              | 15 мая 1973      | 168           | Нью-Йорк Айлендерс      | Дени Потвен           |
| 1974 | Офис НХЛ                    | Монреаль, Квебек              | 28 мая 1974      | 247           | Вашингтон Кэпиталз      | Грег Джоли            |
| 1975 | Офис НХЛ                    | Монреаль, Квебек              | 3 июня 1975      | 217           | Филадельфия Флайерз     | Мел Бриджмен          |
| 1976 | Офис НХЛ                    | Монреаль, Квебек              | 1 июня 1976      | 135           | Вашингтон Кэпиталз      | Рик Грин              |
| 1977 | Офис НХЛ                    | Монреаль, Квебек              | 14 июня 1977     | 185           | Детройт Ред Уингз       | Дэйл Маккорт          |
| 1978 | Отель Квин Элизабет         | Монреаль, Квебек              | 15 июня 1978     | 234           | Миннесота Норт Старз    | Бобби Смит            |
| 1979 | Отель Квин Элизабет         | Монреаль, Квебек              | 9 августа 1979   | 126           | Колорадо Рокиз          | Роб Рэмедж            |
| 1980 | Монреаль Форум              | Монреаль, Квебек              | 11 июня 1980     | 210           | Монреаль Канадиенс      | Дуг Виккенхайзер      |
| 1981 | Монреаль Форум              | Монреаль, Квебек              | 10 июня 1981     | 211           | Виннипег Джетс          | Дэйл Хаверчук         |
| 1982 | Монреаль Форум              | Монреаль, Квебек              | 9 июня 1982      | 252           | Бостон Брюинз           | Горд Клузак           |
| 1983 | Монреаль Форум              | Монреаль, Квебек              | 8 июня 1983      | 242           | Миннесота Норт Старз    | Брайан Лоутон         |
| 1984 | Монреаль Форум              | Монреаль, Квебек              | 9 июня 1984      | 250           | Питтсбург Пингвинз      | Марио Лемьё           |
| 1985 | Торонто Конвеншн Центр      | Торонто, Онтарио              | 15 июня 1985     | 252           | Торонто Мейпл Лифс      | Уэндел Кларк          |
| 1986 | Монреаль Форум              | Монреаль, Квебек              | 21 июня 1986     | 252           | Детройт Ред Уингз       | Джо Мерфи             |
| 1987 | Джо Луис Арена              | Детройт, Мичиган              | 13 июня 1987     | 252           | Детройт Ред Уингз       | Пьер Тюржон           |
| 1988 | Монреаль Форум              | Монреаль, Квебек              | 11 июня 1988     | 252           | Миннесота Норт Старз    | Майк Модано           |
| 1989 | Мет Центр                   | Блумингтон, Миннесота         | 17 июня 1989     | 252           | Квебек Нордикс          | Матс Сундин           |
| 1990 | Би-Си Плэйс                 | Ванкувер, Британская Колумбия | 16 июня 1990     | 250           | Квебек Нордикс          | Оуэн Нолан            |
| 1991 | Баффало Мемориал Аудиториум | Буффало, Нью-Йорк             | 22 июня 1991     | 264           | Квебек Нордикс          | Эрик Линдрос          |
| 1992 | Монреаль Форум              | Монреаль, Квебек              | 20 июня 1992     | 264           | Тампа-Бэй Лайтнинг      | Роман Гамрлик         |
| 1993 | Колизей Квебека             | Квебек, Квебек                | 26—27 июня 1993  | 286           | Оттава Сенаторз         | Александр Дэйгл       |
| 1994 | Хартфорд Цивик Центр        | Хартфорд, Коннектикут         | 28 июня 1994     | 286           | Флорида Пантерз         | Эд Жовановски         |
| 1995 | Эдмонтон Колизеум           | Эдмонтон, Альберта            | 28 июня 1995     | 234           | Оттава Сенаторз         | Брайан Берард         |
| 1996 | Кьел Центр                  | Сент-Луис, Миссури            | 22 июня 1996     | 241           | Оттава Сенаторз         | Крис Филлипс          |
| 1997 | Сивик Арена                 | Питтсбург, Пенсильвания       | 21 июня 1997     | 246           | Бостон Брюинз           | Джо Торнтон           |
| 1998 | Мэрин Мидлэнд Арена         | Буффало, Нью-Йорк             | 27 июня 1998     | 258           | Тампа-Бэй Лайтнинг      | Венсан Лекавалье      |
| 1999 | Флит Центр                  | Бостон, Массачусетс           | 26 июня 1999     | 272           | Атланта Трэшерз         | Патрик Штефан         |
| 2000 | Канадиан Эйрлайнс Сэдлдоум  | Калгари, Альберта             | 24—25 июня 2000  | 293           | Нью-Йорк Айлендерс      | Рик Дипьетро          |
| 2001 | Нэшнл Кар Рентал Центр      | Санрайз, Флорида              | 23—24 июня 2001  | 289           | Атланта Трэшерз         | Илья Ковальчук        |
| 2002 | Эйр Канада-центр            | Торонто, Онтарио              | 22—23 июня 2002  | 290           | Коламбус Блю Джекетс    | Рик Нэш               |
| 2003 | Гейлорд Энтертеймент Центр  | Нашвилл, Теннесси             | 21—22 июня 2003  | 292           | Питтсбург Пингвинз      | Марк-Андре Флёри      |
| 2004 | Ар-Би-Си Центр              | Роли, Северная Каролина       | 26—27 июня 2004  | 291           | Вашингтон Кэпиталз      | Александр Овечкин     |
| 2005 | Отель Вестин Оттава         | Оттава, Онтарио               | 30 июня 2005     | 230           | Питтсбург Пингвинз      | Сидни Кросби          |
| 2006 | Дженерал Моторс Плэйс       | Ванкувер, Британская Колумбия | 24 июня 2006     | 213           | Сент-Луис Блюз          | Эрик Джонсон          |
| 2007 | Нэшнуайд-арена              | Коламбус, Огайо               | 22—23 июня 2007  | 211           | Чикаго Блэкхокс         | Патрик Кейн           |
| 2008 | Скошиабанк Плэйс            | Оттава, Онтарио               | 20—21 июня 2008  | 211           | Тампа-Бэй Лайтнинг      | Стивен Стэмкос        |
| 2009 | Белл-центр                  | Монреаль, Квебек              | 26—27 июня 2009  | 211           | Нью-Йорк Айлендерс      | Джон Таварес          |
| 2010 | Стейплс-центр               | Лос-Анджелес, Калифорния      | 25—26 июня 2010  | 210           | Эдмонтон Ойлерз         | Тэйлор Холл           |
| 2011 | Эксел Энерджи-центр         | Сент-Пол, Миннесота           | 24—25 июня 2011  | 211           | Эдмонтон Ойлерз         | Райан Нюджент-Хопкинс |
| 2012 | Консол Энерджи-центр        | Питтсбург, Пенсильвания       | 22—23 июня 2012  | 211           | Эдмонтон Ойлерз         | Наиль Якупов          |
| 2013 | Пруденшал-центр             | Ньюарк, Нью-Джерси            | 30 июня 2013     | 211           | Колорадо Эвеланш        | Натан Маккиннон       |
| 2014 | Уэллс Фарго Центр           | Филадельфия, Пенсильвания     | 27—28 июня 2014  | 210           | Флорида Пантерз         | Аарон Экблад          |
| 2015 | BB&T-центр                  | Санрайз, Флорида              | 26—27 июня 2015  | 211           | Эдмонтон Ойлерз         | Коннор Макдэвид       |
| 2016 | Фёрст Ниагара-центр         | Буффало, Нью-Йорк             | 24—25 июня 2016  | 211           | Торонто Мейпл Лифс      | Остон Мэттьюс         |
| 2017 | Юнайтед-центр               | Чикаго, Иллинойс              | 23—24 июня 2017  | 217           | Нью-Джерси Девилз       | Нико Хишир            |
| 2018 | Американ Эйрлайнс-центр     | Даллас, Техас                 | 22—23 июня 2018  | 217           | Баффало Сейбрз          | Расмус Далин          |
| 2019 | Роджерс-арена               | Ванкувер, Британская Колумбия | 21—22 июня 2019  | 217           | Нью-Джерси Девилз       | Джек Хьюз             |
| 2020 | Студия NHL Network          | Секокус, Нью-Джерси           | 6—7 октября 2020 | 216           | Нью-Йорк Рейнджерс      | Алекси Лафреньер      |
| 2021 | Студия NHL Network          | Секокус, Нью-Джерси           | 23—24 июля 2021  | 223           | Баффало Сейбрз          | Оуэн Пауэр            |
| 2022 | Белл-центр                  | Монреаль, Квебек              | 7—8 июля 2022    | 225           | Монреаль Канадиенс      | Юрай Слафковский      |
| 2023 | Бриджстоун-арена            | Нашвилл, Теннесси             | 28—29 июня 2023  | 224           | Чикаго Блэкхокс         | Коннор Бедард         |
| 2024 | Арена «Сфера»               | Парадайс, Невада              | 28—29 июня 2024  | 225           | Сан-Хосе Шаркс          | Маклин Селебрини      |

## Правила выбора на драфте НХЛ

### Определение очерёдности выбора клубов на драфте
1. Первыми право выбора получают клубы, не сумевшие в предшествующем драфту сезоне пробиться в стадию игр плей-офф. Очерёдность выбора определяется количеством очков, набранных в ходе регулярного чемпионата: клуб, набравший наименьшее количество очков, получает право первого выбора. Но в последние годы первый номер драфта разыгрывался по жребию, так как некоторые команды специально проигрывали матчи, чтобы получить право первого выбора.
Вероятность получения права первого выбора на драфте при жеребьёвке:
```
  1. 31-я команда ........... 18,0 %
  2. 30-я команда ........... 12,1 %
  3. 29-я команда ........... 10,3 %
  4. 28-я команда ........... 10,3 %
  5. 27-я команда ............ 8,5 %
  6. 26-я команда ............ 7,6 %
  7. 25-я команда ............ 6,7 %
  8. 24-я команда ............ 5,8 %
  9. 23-я команда ............ 5,4 %
 10. 22-я команда ............ 4,5 %
 11. 21-я команда ............ 3,2 %
 12. 20-я команда ............ 2,7 %
 13. 19-я команда ............ 2,2 %
 14. 18-я команда ............ 1,8 %
 15. 17-я команда ............ 0,9 %
```

2. Затем к процедуре драфта подключаются клубы, принимавшие участие в розыгрыше Кубка Стэнли в сезоне, предшествовавшем драфту, но не выигравшие его (за исключением клубов, ставших победителями регулярного чемпионата в своих дивизионах). Они получают право выбора в соответствии с количеством набранных очков в ходе чемпионата: чем меньше очков набрано клубом, тем более высокий номер очерёдности выбора он имеет.
3. Вслед за ними право выбора получают клубы, ставшие победителями в своих дивизионах в регулярном чемпионате предшествующего драфту сезона. Как и в предыдущих случаях, действует правило, по которому клуб, набравший в ходе регулярного чемпионата меньшее количество очков, получает преимущество в очерёдности выбора на драфте.
4. Клуб, являющийся действующим обладателем Кубка Стэнли, выбирает последним.

### Требования к хоккеистам
В процедуре драфта могут принимать участие:
1. Хоккеисты, возраст которых составляет 18 полных лет и старше;
2. Хоккеисты, которым 18 лет исполнится не позднее 15 сентября того года, когда проходит процедура драфта;
3. Хоккеисты, которым 18 лет исполнится в интервал между 16 сентября и 31 декабря того года, когда проходит процедура драфта, при представлении руководству Лиги письменного уведомления до 1 мая или не позднее срока в 7 дней после того, как клуб, инициирующий участие этого игрока в процедуре драфта, завершил своё выступление в сезоне.

В процедуре драфта не имеют права принимать участие:
1. Хоккеисты, возраст которых не соответствует приведённым выше условиям;
2. Хоккеисты, имена которых внесены в официальный список любого из действующих клубов НХЛ;
3. Хоккеисты, которые уже были задрафтованы в течение двух предыдущих лет;
4. Хоккеисты, уже выступавшие за какой-либо клуб НХЛ и ставшие затем свободными агентами;
5. Хоккеисты, возраст которых 21 год или старше, проведшие в любой из североамериканских лиг не менее одного сезона в возрасте 18, 19 или 20 лет.